# منج العليا (سروستان)
منج العلیا (بالفارسية: منج علیا) هي قرية تقع في إيران في Sarvestan Rural District. يقدر عدد سكانها بـ 820 نسمة بحسب إحصاء 2016.